# Jack & Diane
«Jack & Diane» es una canción escrita e interpretada por el cantante y compositor estadounidense John Mellencamp, que entonces actuaba como "John Cougar", fue lanzada como el segundo sencillo del álbum American Fool.
En Estados Unidos pasó cuatro semanas en el número uno del Billboard Hot 100. También fue número en el RPM Top Singles de Canadá y llegó al puesto siete en Australia e Irlanda. Descrita por los críticos como una "balada de amor", esta canción fue incluida en la lista Songs of the Century por la Asociación de la Industria Discográfica de América (RIAA).
Según Mellencamp, "Jack & Diane" se basó en la película de Tennessee Williams de 1962 Sweet Bird of Youth. En 2014, Mellencamp reveló que la canción originalmente trataba sobre una pareja interracial, donde Jack era afroamericano y no una estrella de fútbol, pero la compañía discográfica lo persuadió para que la cambiara.

## Posicionamiento en listas
| Lista (1982)                       | Máxima posición |
| ---------------------------------- | --------------- |
| Australia (Kent Music Report)      | 7               |
| Canadá (RPM Top Singles)           | 1               |
| Estados Unidos (Billboard Hot 100) | 1               |
| Estados Unidos (Mainstream Rock)   | 3               |
| Estados Unidos (Cash Box Top 100)  | 1               |
| Irlanda (IRMA)                     | 7               |
| Países Bajos (Dutch Top 40)        | 31              |
| Países Bajos (Mega Single Top 100) | 32              |
| Reino Unido (UK Singles Chart)     | 25              |
| Sudáfrica (Springbok Radio)        | 12              |

### Samples
La cantante y compositora estadounidense Jessica Simpson sampleó esto en su canción "I Think I'm in Love with You", el tercer sencillo de su álbum de estudio debut Sweet Kisses (1999).
En 2018, el cantante de country Jake Owen sampleó esto como una canción tributo titulada "I Was Jack (You Were Diane)".